# 相生町 (安城市)
相生町（あいおいちょう）は、愛知県安城市の地名。

## 地理
安城市中央部に位置する。東は日の出町、西は末広町、南は錦町、北は朝日町に接する。

### 学区
市立小・中学校に通う場合、学校等は以下の通りとなる。また、公立高等学校に通う場合の学区は以下の通りとなる。
| 番・番地等 | 小学校             | 中学校               | 高等学校 |
| ---------- | ------------------ | -------------------- | -------- |
| 全域       | 安城市立錦町小学校 | 安城市立安城南中学校 | 三河学区 |

## 歴史

### 人口の変遷
国勢調査による人口および世帯数の推移。
| 1995年（平成7年）  | 470世帯 1292人 |  |
| 2000年（平成12年） | 543世帯 1485人 |  |
| 2005年（平成17年） | 696世帯 1718人 |  |
| 2010年（平成22年） | 733世帯 1779人 |  |
| 2015年（平成27年） | 821世帯 1941人 |  |
| 2020年（令和2年）  | 874世帯 1944人 |  |

### 沿革
- 1960年（昭和35年） - 安城市安城町の一部により、同市相生町が成立[2]。
- 1964年（昭和39年） - 安城市朝日町・錦町の各一部を編入する[2]。

## 施設
- さくら学園安城女子高等専修学校[1]
- 安城幼稚園[1]
- 西尾信用金庫安城支店[1]
- 朝日公園[1]
- 朝日町振興組合駐車場[1]
- 朝日町公民館[1]
- 浄土宗西山深草派万福寺[1]

### WEB
1. ↑  “愛知県安城市の町丁・字一覧”.   人口統計ラボ. 2023年8月26日閲覧。
2. 1 2  総務省統計局 (2022年2月10日). “令和2年国勢調査の調査結果(e-Stat) - 男女別人口，外国人人口及び世帯数－町丁・字等” (CSV). 2023年8月2日閲覧。
3. ↑  “愛知県安城市の郵便番号一覧”.   日本郵便. 2023年8月26日閲覧。
4. ↑  “市外局番の一覧” (PDF).   総務省 (2022年3月1日). 2022年3月22日閲覧。
5. ↑  安城市役所教育振興部学校教育課学事係 (2022年4月7日). “小中学校区一覧（町別50音順）”.   安城市. 2023年9月24日閲覧。
6. ↑  “平成29年度以降の愛知県公立高等学校（全日制課程）入学者選抜における通学区域並びに群及びグループ分け案について”.   愛知県教育委員会 (2015年2月16日). 2019年1月14日閲覧。
7. ↑  総務省統計局 (2014年3月28日). “平成7年国勢調査の調査結果(e-Stat) - 男女別人口及び世帯数 －町丁・字等” (CSV). 2021年7月20日閲覧。
8. ↑  総務省統計局 (2014年5月30日). “平成12年国勢調査の調査結果(e-Stat) - 男女別人口及び世帯数 －町丁・字等” (CSV). 2021年7月20日閲覧。
9. ↑  総務省統計局 (2014年6月27日). “平成17年国勢調査の調査結果(e-Stat) - 男女別人口及び世帯数 －町丁・字等” (CSV). 2021年7月21日閲覧。
10. ↑  総務省統計局 (2012年1月20日). “平成22年国勢調査の調査結果(e-Stat) - 男女別人口及び世帯数 －町丁・字等” (CSV). 2021年7月21日閲覧。
11. ↑  総務省統計局 (2017年1月27日). “平成27年国勢調査の調査結果(e-Stat) - 男女別人口及び世帯数 －町丁・字等” (CSV). 2021年7月21日閲覧。

### 書籍
1. 1 2 3 4 5 6 7 8 9  「角川日本地名大辞典」編纂委員会 1989, p. 1563.
2. 1 2  「角川日本地名大辞典」編纂委員会 1989, p. 63.